# Legamento sacrotuberoso
Il legamento sacrotuberoso è un legamento che si tende tra due strutture ossee che sono i margini più laterali dell'osso sacro, prendendo anche contatto con la spina iliaca postero-inferiore e il margine più laterale del corpo del coccige e la tuberosità ischiatica. Questo legamento va a delimitare il grande foro ischiatico superiormente e il piccolo foro ischiatico inferiormente oltre ad essere un importante mezzo di fissità per l'articolazione sacro-iliaca.